# Illenium
Illenium, pseudonimo di Nicholas D. Miller (Chicago, 26 dicembre 1990), è un disc jockey, musicista e produttore discografico statunitense.
Inserito da Forbes nella lista dei 30 under 30 più potenti al mondo nel 2020, nella sua carriera ha pubblicato 5 album e raggiunto la top 20 della Billboard 200 con uno di essi.

## Biografia e carriera

### Esordi,Ashes,Awake(2013-2018)
Nato a Chicago ma cresciuto a San Francisco, inizia a produrre musica nel 2008. Dopo aver iniziato a studiare musicale presso la University of Colorado Denver, nel 2013 Illenium firma il suo primo contratto discografico con la Prep School Recordings e pubblica il suo primo EP eponimo. Nello stesso anno realizza alcuni remix ufficiali per artisti molto noti come Florence and the Machine e Lana Del Rey. Negli anni successivi continua a pubblicare singoli e remix, collaborando con altri produttori molto noti come Galantis e Skrillex. Nel 2016 pubblica il suo album di debutto Ashes via Seeking Blue Records e Kasaya Records, entrando in varie classifiche di Billboard tra cui Heatseekers Albums e Top Dance/Electronic Albums. Segue un tour per la promozione dell'album che gli permette di esibirsi in molte città statunitensi. Sempre nel 2016 cura vari remix per The Chainsmokers, attività che gli permette di ottenere 60 milioni di stream su SoundCloud.
Fra 2016 e 2017 continua a pubblicare vari singoli che, in molti casi, riescono ad entrare in varie classifiche di Billboard. In particolare il singolo Crawl Outta Love vince il premio principale della International Songwriting Competition. Sempre nel 2017 pubblica il suo secondo album Awake, con cui entra per la prima volta nella Billboard 200. Seguono un tour omonimo e un EP intitolato anch'esso Awake, il quale include delle versioni suonate al pianoforte di brani inclusi nell'album. Nel 2018 pubblica un EP di remix di Awake e vari singoli, nonché alcuni remix ufficiali tra cui uno per Without Me di Halsey, con cui vince il premio "Best Remix" al International Dance Music Awards. Durante la medesima premiazione vince il premio di "miglior artista maschile" nella categoria "bass". Sempre nel 2018 il suo remix di Don't Let Me Down dei Chainsmokers feat. Daya raggiunge quota 101 milioni di riproduzioni su SoundCloud.

### Ascend,Fallen Embers,Illenium(2019-presente)
Nel 2019 continua a pubblicare altri singoli, incluse collaborazioni con colleghi come Chainsmokers e Bahari. Fra i brani pubblicati è presente Good Things Fall Apart, con cui ottiene il suo primo piazzamento sul podio della classifica Hot Dance/Electronic Songs di Billboard. Con il singolo Takeaway in collaborazione con Chainsmokers e Lennon Stella ottiene il suo primo piazzamento nella top 10 di iTunes USA. Il 16 agosto 2019 pubblica il suo terzo album Ascend, che raggiunge la quattordicesima posizione nella Billboard 200. Nel dicembre dello stesso anno viene inserito da Forbes nella classifica annuale dei 30 under 30 più influenti al mondo. Nel corso del 2020 l'artista continua a pubblicare nuovi singoli e ottiene 3 nomination ai Billboard Music Awards.
Negli anni successivi, l'artista continua a dedicarsi ad esibizioni in festival ed eventi vari e alla pubblicazione di singoli e collaborazioni. Nel 2021 pubblica il suo quarto album in studio Fallen Embers. Nel 2023 è attesa la pubblicazione di un album eponimo e di un relativo tour da headliner.

## Discografia

### Album in studio
- 2016 – Ashes
- 2017 – Awake
- 2019 – Ascend
- 2021 – Fallen Embers
- 2023 – Illenium